# Lithophane itata
Lithophane itata là một loài bướm đêm trong họ Noctuidae.